# Ryōta Noma
Ryōta Noma (野間 涼太?, Noma Ryōta; Funabashi, 15 novembre 1991) è un ex calciatore giapponese, di ruolo centrocampista.

## Carriera
Ha giocato nella prima divisione dei campionati montenegrino, serbo, tagiko ed indonesiano.

## Palmarès

### Club

#### Competizioni nazionali
- Campionato montenegrino: 1

Rudar Pljevlja: 2014-2015
- Coppa del Montenegro: 1

Rudar Pljevlja: 2015-2016
- Campionato tagiko: 1

Istiklol: 2021